# 戛纳卡尔顿洲际酒店

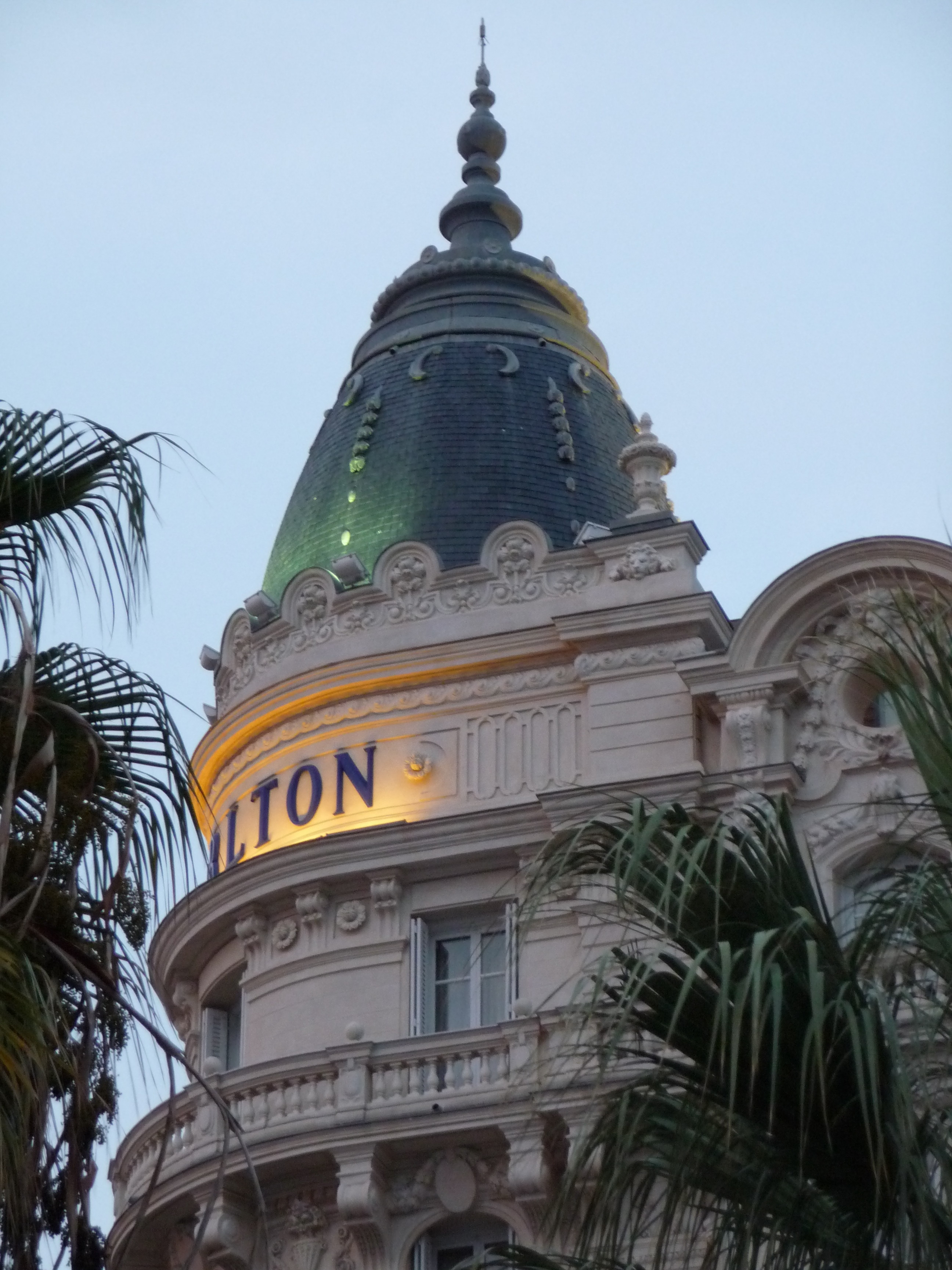
穹顶

戛纳卡尔顿洲际酒店（InterContinental Carlton Cannes）是法国里维埃拉戛纳一个343间客房的豪华酒店，洲际酒店连锁酒店之一。

## 历史
建于1911年，位于十字大道58号，被法国政府列为国家历史建筑。卡尔顿酒店是每年戛纳电影节期间最负盛名的地方，接待来自世界各地的电影明星。该酒店是格蕾丝·凯莉和加里·格兰特主演的《抓贼》的中心场景。
1955年戛纳电影节期间，奥斯卡奖获奖影星格蕾丝·凯莉住在卡尔顿酒店，安排与摩纳哥兰尼埃三世合影，他们于1956年结婚。
卡尔顿酒店独特的穹顶设计，据说酷似第一次世界大战时期法国里维埃拉最著名的妓女拉贝尔奥特罗的的乳房。卡尔顿酒店优雅的七楼餐厅拉贝尔奥特罗已经关闭。现在酒店有两个餐厅：底楼带户外大露台的卡尔顿餐厅，和卡尔顿海滩餐厅，还有卡尔顿酒吧。
2011年4月，酒店由投资银行摩根士丹利出售给黎巴嫩商人 Toufic Aboukhater。